# Марк Лукреций (народный трибун 210 года до н. э.)
Марк Лукреций (лат. Marcus Lucretius; III век до н. э.) — римский политический деятель эпохи Второй Пунической войны, народный трибун 210 года до н. э. Упоминается только в одном источнике — у Тита Ливия. Именно этот трибун направил запрос сенату о процедуре назначения диктатора для организации очередных выборов в отсутствие консулов. В итоге диктатором стал консуляр Квинт Фульвий Флакк.